# Wybory do Parlamentu Europejskiego na Litwie w 2004 roku
Wybory do Parlamentu Europejskiego VI kadencji na Litwie zostały przeprowadzone 13 czerwca 2004.
| Lista wyborcza                                          | Głosy    | %     | Mandaty |
| ------------------------------------------------------- | -------- | ----- | ------- |
| Partia Pracy                                            | 364 tys. | 30,2% | 5       |
| Litewska Partia Socjaldemokratyczna                     | 174 tys. | 14,4% | 2       |
| Związek Ojczyzny                                        | 152 tys. | 12,6% | 2       |
| Związek Liberałów i Centrum                             | 136 tys. | 11,2% | 2       |
| Związek Partii Chłopskiej i Nowej Demokracji            | 89 tys.  | 7,4%  | 1       |
| Partia Liberalno-Demokratyczna                          | 82 tys.  | 6,8%  | 1       |
| Akcja Wyborcza Polaków na Litwie i Związek Rosjan Litwy | 69 tys.  | 5,7%  | 0       |
| Nowy Związek (Socjalliberałowie)                        | 59 tys.  | 4,8%  | 0       |
| Litewscy Chrześcijańscy Demokraci                       | 33 tys.  | 2,7%  | 0       |
| Chrześcijańsko-Konserwatywny Związek Socjalny           | 31 tys.  | 2,6%  | 0       |
| Partia Postępu Narodowego                               | 14 tys.  | 1,2%  | 0       |
| Narodowa Partia Centrum                                 | 4 tys.   | 0,3%  | 0       |
| Razem                                                   |          |       | 13      |